# Sunday Independent
El Sunday Independent és un diari de gran format dominical publicat en la República d'Irlanda per les Notícies i Medis Independents S.A.. El diari és editat per Aengus Fanning, i és el diari irlandès de diumenge més venut per un gran marge (33,4% dels lectors dels diaris Irlandesos de diumenge, d'acord amb l'Enquesta Nacional sobre el nombre total de lectors); mitjana de circulació de 291,323 entre juny del 2004 i gener del 2005, segons l'Oficina d'Auditories de Circulacions. Ara és posseït per l'home de negocis Sir Anthony O'Reilly, i és part d'un grup de diaris mundials que inclouen The Independent a Gran Bretanya.